# 츠다 켄지로
츠다 켄지로(일본어: 津田健次郎 쓰다 겐지로[*], 1971년 6월 11일 ~ )는 일본의 성우이며 오사카 출신이다.
대표작은 유희왕 듀얼몬스터즈(카이바 세토), 테니스 왕자 (이누이 사다하루), 조이드 제네시스 (세이쥬로), 가정교사 히트맨 REBORN!(어른람보), 유리함대 (질풍의 쿠레오), 닌자의 왕 (유키미 카즈히코), 바스쿼시! (간츠・보가드), 박앵귀 (카자마 치카게), 박앵귀 벽혈록 (카자마 치카게), TIGER & BUNNY (파이어 엠블렘), 모시도라 (카치 마코토), 신 테니스의 왕자(이누이 사다하루), K(스오우 미코토)등

## 출연작

### TV 애니메이션

##### 1995년
- H2 (노다 아츠시)

##### 1996년
- 여기는 카츠시카구 카메아리 공원 앞 출장소 (도요토미 히데요시, 카토 마츠키치)
- 아이들의 장난감 (카시마 료스케)
- 수색시대 (이과교사)
- 바람의 검심-메이지 검객 낭만담- (토라마루)

##### 1999년
- 메다로트 (사제)
- 오자루마루 (귀신저택관장, 관장, 남)

##### 2000년
- 바람부는 대로 츠키카케 란 (남, 미노키치)
- 양지의 나무 (토쿠가와 이에사다)
- 유희왕 듀얼몬스터즈 (카이바 세토)

##### 2001년
- 쿠루쿠루아미 (긴지, 동물들, 의사, 개, 도로보)
- 테니스 왕자 (이누이 사다하루

##### 2003년
- 내일의 나쟈 (하비)

##### 2004년
- BECK (카타자와 리키야)
- 레젠즈 되살아나는 용왕의 전설 (용의전설 레전더) (가고일)
- 록맨 에그제 Stream (카바세)

##### 2005년
- AIR (타치바나 케이스케)
- capeta (카지와라 케이)
- 유리가면 (사회자)
- 슈가슈가룬 (록킨 로빈)
- SPEED GRAPHER (니이 하리)
- 조이드 제네시스 (세이쥬로)
- 성실하게 불성실한 쾌걸 조로리 (타고죠)
- 유희왕 GX (카이바 세토, 카이바맨)

##### 2006년
- 이다텐 점프 (섀도우)
- 에어・기어 (스핏트・파이어)
- 가정교사 히트맨 REBORN! (어른람보, 로미오)
- 유리함대 (질풍의 쿠레오)
- 음유묵시록 마이네리베 -wider- (엘문트)
- 인조 곤충 카부토 보그 V×V (무라 마사히코)
- 나루토 (신에몬)
- LEMON ANGEL PROJECT (쿠도 마사미)

##### 2007년
- 웰베르의이야기~Sisters of Wellber~ (자라드・시스프리)
- 결계사 (백(뱌쿠))
- 스컬맨 (야마모토 케이지)
- Saint October (쿠루시)
- 우리들의 (하스키 이치로)
- 명탐정 코난 (키리자쿠)
- 러브★콤 (스즈키 료지)

##### 2008년
- 가정교사 히트맨 REBORN! (스파나)
- 흑집사 (오파렐)
- 소울이터 (미후네)
- 닌자의 왕 (유키미 카즈히코)
- 나루토-질풍전 (야마시로 아오바)
- 밤 벚꽃 사중주~밤 벚꽃 콰르텟트~ (요시무라 코스케)

##### 2009년
- 아라드 전기~슬랩업 파티~ (오르카)
- 바스쿼시! (간츠・보가드)
- 메탈 파이트 블레이드(류가)

##### 2010년
- 가정교사 히트맨 REBORN! (람포)
- 바보와 시험과 소환수 (후쿠하라 신, 나레이션2, 아나운스)*
- 박앵귀 (카자마 치카게)
- 박앵귀 벽혈록 (카자마 치카게)
- 메탈 파이트 블레이드 폭 (류가)

##### 2011년
- TIGER & BUNNY (파이어 엠블렘)
- 누라리횬의 손자 천년마경 (이바라키 동자)
- 바보와 시험과 소환수2 (후쿠하라 신, 나레이션)
- 헨제미 (호리이 유우지)
- 메탈파이트 베이 블레이드4D (류가)
- 모시도라 (카치 마코토)

##### 2012년
- 페어리 테일 (바커스)
- 신 테니스의 왕자 (이누이 사다하루)
- 토리코 (스마일)
- K (스오우 미코토)

##### 2013년
- DD 북두의 권 (유다)
- 듀얼 마스터즈 빅토리 V3 (사쿠라다)
- 무시부교 (마나코)
- 우주형제 (빈센트 볼드)
- 익시온 사가 DT (트렌치)
- 팔견전 2기 (이누무라 다이가쿠)
- 프리! (미코시바 세이쥬로)

#### 2015년
- 갱스터 (니콜라스 브라운)

#### 2017년
- 키라키라☆프리큐어 아라모드 - (우사미 겐이치로)
- ACCA 13구 감찰과 - 니노
- 원피스 - 빈스모크 욘디
- 진격의 거인 2기 - 한네스(성우 후지와라 케이지의 투병때문에 교체되었다.)

#### 2021년
- 무직전생 ~이세계에 갔으면 최선을 다한다~ - 올스테드
- 불멸의 그대에게 - 관찰자

### 극장판

#### 2016년
- 극장판 유희왕 더 다크 사이드 오브 디멘션즈 (카이바 세토)

#### 2019년
- 코드 기아스 부활의 를르슈 (크쟈파트)

#### 2021년
- 극장판 주술회전 0
- 용과 주근깨 공주 (엘리네크)
- 기동전사 건담: 섬광의 하사웨이 (가우만 노빌)

#### 2022년
- 원피스 필름 레드 (고든)

#### 2024년
- 명탐정 코난: 100만 달러의 오릉성 (오니마루 타케시) / (히지카타 토시조)

## 특촬물
- 가면라이더 덴오 - 옥트 이매진
- 가면라이더 가이무 - 레뒤에
- 가면라이더 지오 - 캇신
- 가면라이더 리바이스 - 데몬즈 드라이버 시스템 보이스, 베일 드라이버 시스템 보이스, 베일
- 동물전대 쥬오우저 - 플레이어 키루멘지

## 영화
- 신 울트라맨
- 나의 행복한 결혼 - 카모무라 노리오 역

## 게임
- 아이돌마스터 샤이니 컬러즈 - 아마이 츠토무
- 어쌔신 크리드 4: 블랙 프레그 - 에드워드 켄웨이
- 하얀고양이 프로젝트 - 갈리아
- 노을빛 세계에서 너와 노래를 - 히지카타 토시조